# Velodromo Olimpico
Il velodromo olimpico era un impianto sportivo di Roma; adibito a corse ciclistiche su pista, fu inaugurato nel 1960 in occasione dei Giochi della XVII Olimpiade.
Capace di più di 17 660 posti a sedere, rimase inutilizzato dal 1968 e fu demolito nel 2008.
Il suo abbattimento fu oggetto di indagine giudiziaria, in quanto fu ventilata l’ipotesi di disastro colposo per via dell’amianto liberato nell’aria in occasione dell’esplosione che distrusse l’impianto.
A causa delle vicissitudini giudiziarie di EUR S.p.a., proprietaria del terreno su cui sorgeva l’impianto, qualsiasi tentativo di riqualificazione dell’area non ha avuto alcun seguito: il più recente piano, del 2017, è in attesa di sviluppi.

## Storia

### Il progetto
Il progetto del velodromo olimpico di Roma risale alla fine del 1954, quando il CONI istituì un concorso per la realizzazione di tale opera, il che costituì un unicum tra tutti gli impianti previsti per i Giochi Olimpici del 1960.

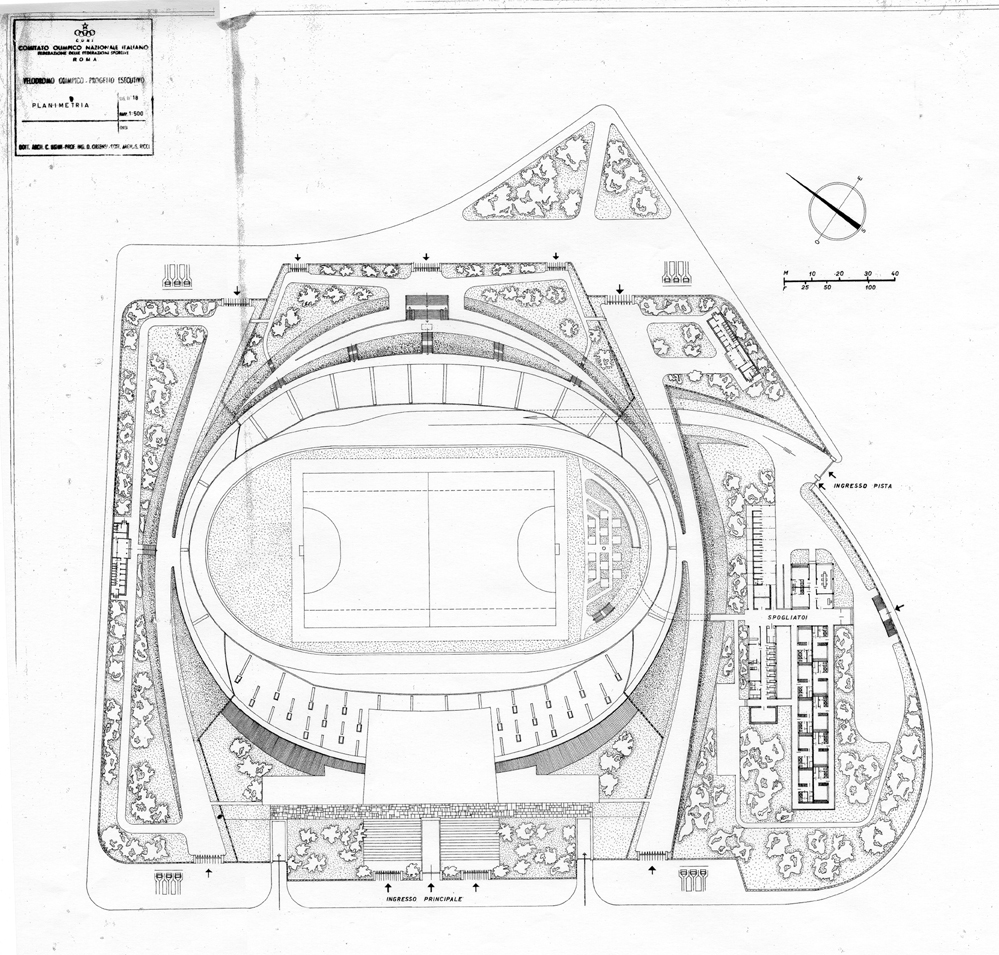
Planimetria del velodromo

L’area individuata per la costruzione del velodromo fu nel quadrante sudorientale dell’EUR, quartiere a sua volta situato in quella che all’epoca era l’estrema periferia meridionale di Roma e già destinato a sede di un'altra attrezzatura olimpica, il palazzo dello Sport (opera di Marcello Piacentini realizzata da Pier Luigi Nervi); il terreno dove l’impianto era previsto era un lotto trapezoidale compreso tra viale del Ciclismo, viale della Tecnica, viale dell’Oceano Pacifico e viale dei Primati Sportivi.
Non esistendo né una configurazione-standard né una lunghezza di pista predefinita, le specifiche di concorso furono piuttosto libere e riguardarono soprattutto l’agibilità dell'impianto, la visibilità da ogni ordine di posti e il collegamento con la viabilità esterna onde permettere l’arrivo in linea di eventuali corse ciclistiche su strada.
Di fatto l’unico vincolo fu la natura della pista, da realizzarsi in legno.
Il bando del CONI vide la partecipazione di 30 progetti tra i quali, al termine della selezione, risultò vincitore quello di Cesare Ligini, Dagoberto Ortensi e Silvano Ricci; secondo giunse un progetto di Antonio Nervi (figlio di Pier Luigi); al terzo posto si classificarono quattro progetti a pari merito e a tutti i professionisti che parteciparono alla selezione fu garantito un rimborso spese.

### La realizzazione
Assegnato l’appalto, il progetto vide realizzazione pratica a partire dal 1957; la tribuna coperta sul lato di viale dell’Oceano Pacifico fu costruita su un’intelaiatura di cemento armato, mentre le altre gradinate furono edificate su collinette artificiali di terra riportata.
Particolarmente innovativa fu giudicata, dagli esperti, la soluzione individuata per garantire agibilità e visibilità da ogni posto a sedere: i progettisti, infatti, variarono costantemente l’andamento longitudinale delle gradinate in maniera da mantenerlo, di fatto, sempre in linea con la pista; ogni gruppo di due posti, quindi, si trovava a essere longitudinalmente disassato rispetto a quelli limitrofi, ma sempre sull’asse di miglior visibilità del tracciato ciclistico.
La realizzazione strutturale dell’impianto fu curata dall’ingegnere Francesco Guidi, che seguì anche la direzione dei lavori affidati all’impresa di costruzioni Alarico Palmieri; la pista, lunga 400 metri, fu realizzata completamente in parquet di doussié del Camerun su progetto degli architetti tedeschi Clemens ed Herbert Schurmann e con la collaborazione dell’istituto sperimentale dell'Università di Firenze, diretto dall’ingegnere Guglielmo Giordano, specialista nelle tecnologie del legno.
Il costo totale dei lavori fu di poco superiore al miliardo di lire dell’epoca.

## Il velodromo nella sua fase operativa
L'impianto fu inaugurato nell'aprile 1960, a pochi mesi dall'apertura dei Giochi; durante la rassegna olimpica ospitò le gare di ciclismo su pista: velocità e chilometro a cronometro, in entrambe le quali si impose l'atleta italiano Sante Gaiardoni, che nella seconda stabilì anche il record del mondo della specialità con 1’07”18, tandem, che vide vincitori altri due ciclisti azzurri, la coppia Sergio Bianchetto — Giuseppe Beghetto, e inseguimento a squadre, in cui si affermò il quartetto italiano.
Il prato del velodromo fu anche sede, insieme allo stadio dei Marmi, di alcuni incontri del torneo olimpico di hockey su prato, compresa la finale.
Il 30 ottobre 1967 il ciclista belga Ferdinand Bracke stabilì sul tracciato del Velodromo Olimpico il record dell'ora su pista all'aperto e a livello del mare, all'epoca fissato in 48,0934 km.
L'ultimo evento ufficiale che ebbe luogo in tale impianto fu il campionato del mondo su pista del 1968, che vide di nuovo la vittoria italiana in una delle specialità, la velocità, ancora a opera di Beghetto, già olimpionico sullo stesso tracciato otto anni prima.

## Il progressivo inutilizzo, la dismissione e le polemiche

Una veduta del velodromo negli anni sessanta

Fin dalla fine degli anni sessanta l’area del velodromo era giudicata instabile, sia per calcoli geologici dell’epoca, sia per il fatto che le tribune insistessero su riporti di terra; per tale ragione esse non ospitarono mai più pubblico dopo i citati mondiali ciclistici del 1968; solo la pista e il campo in erba furono utilizzati per gare o allenamenti di ciclismo e hockey su prato.
Nel corso degli anni furono tentati da parte del CONI, di concerto con l’Ente EUR e il Comune di Roma, diversi progetti di ristrutturazione e riqualificazione dell’impianto, con eventuali aggiunte di destinazione d’uso, in particolare spettacoli e congressi, ma senza alcun esito pratico.
Non mancarono neppure mobilitazioni della cittadinanza e interrogazioni parlamentari per chiedere conto dello stato d'abbandono - all'epoca - ultradecennale in cui la struttura versava.

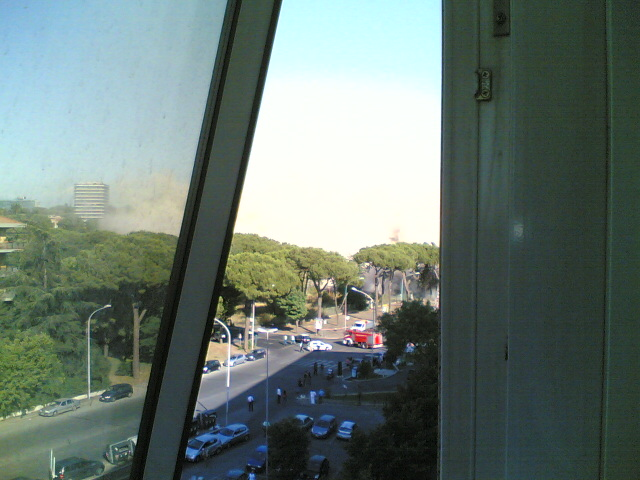
La demolizione del velodromo, 24 luglio 2008

Di fronte a progetti, presentati a partire dalla fine degli anni novanta, che prevedevano la completa demolizione dell’impianto e il suo cambio di destinazione d’uso, furono compiuti tentativi più concreti di preservare e riqualificare l’area.
Da uno studio del 2005 del dipartimento d’Architettura dell’Università “La Sapienza” emerse come, nonostante l’abbandono più che trentennale dell’impianto e la supposta instabilità strutturale del terreno, esso fosse «completamente recuperabile in osservanza della legislazione attuale, sia dal punto di vista strutturale e antisismico, sia dal punto di vista della sicurezza alla normativa antincendio, sia in materia relativa alla funzione sportiva», in quanto, rispetto alle ultime rilevazioni effettuate a fine anni sessanta, non sarebbero stati evidenziati ulteriori cedimenti.
Gli autori dello studio, inoltre, miravano a voler mettere in luce l’unicità del citato disegno architettonico e la qualità della pista in legno, usata anche in altri velodromi, e per tale ragione sollevarono di fronte alla Soprintendenza per i Beni Architettonici della Regione Lazio la questione sull’opportunità di porre un vincolo sull’opera, onde evitarne la demolizione, proponendo anche un piano alternativo d’adeguamento (minimale, secondo i suoi autori, considerando che in base alle analisi effettuate esso già rispettava sostanzialmente i requisiti sportivi e di sicurezza richiesti) e di recupero-salvaguardia dell’area.

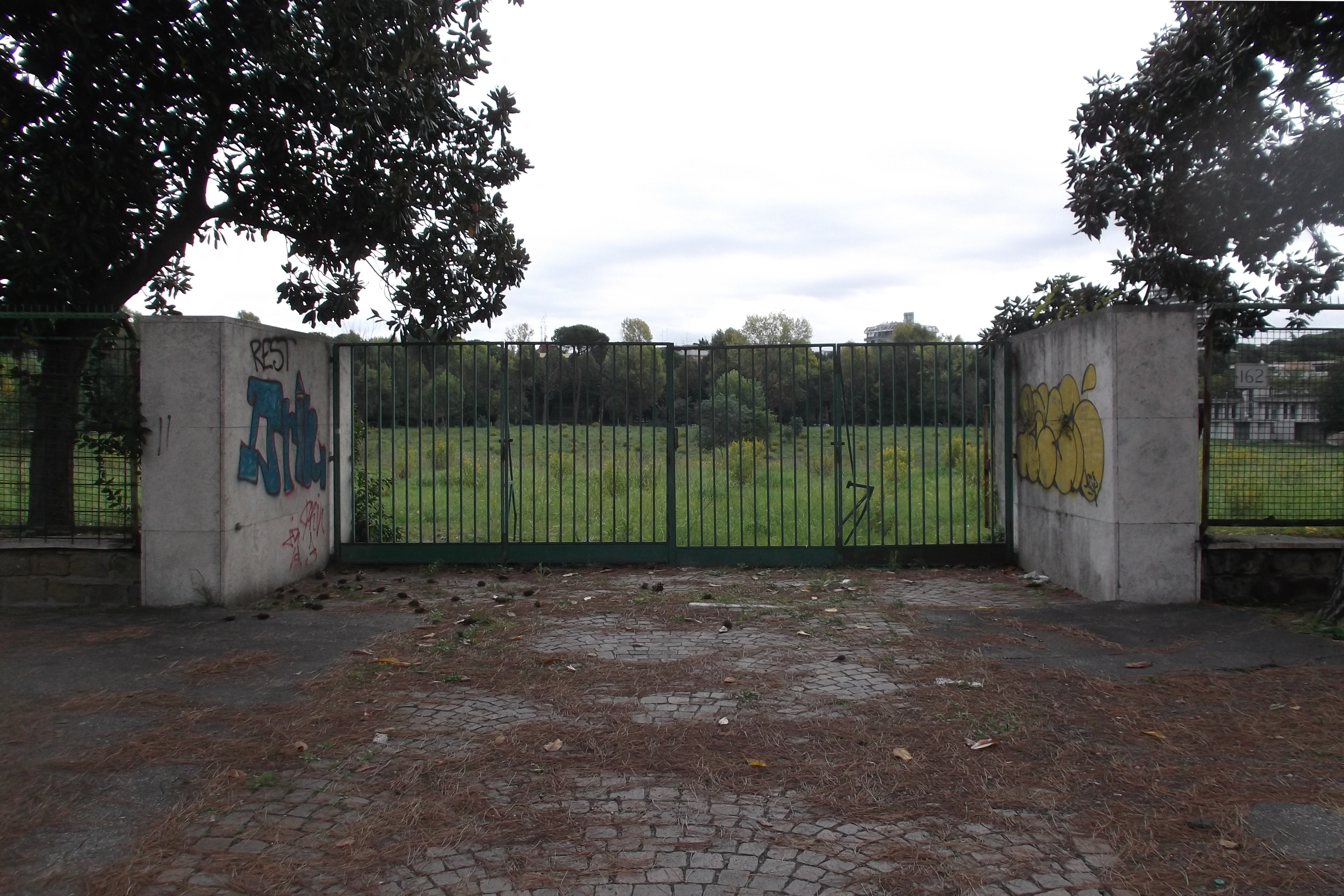
L’ingresso principale del velodromo su viale dell’Oceano Pacifico

L’Ente EUR, nel frattempo divenuto EUR Spa, preferì invece effettuare un completo ridisegno dell’area, che prevedeva la demolizione dell’impianto preesistente e l’edificazione di un parco acquatico della stessa forma della vecchia pista di ciclismo con alcune strutture esterne che comunque non avrebbero alterato la fisionomia generale del sito; tale soluzione non mancò di suscitare polemiche, soprattutto in seno al Comitato di Quartiere dell’EUR, che fece notare come, in base ai primi abbozzi di progetto, poi approvato nel corso dell’anno 2008, tutto il disegno dell’area sarebbe stato stravolto; ottenuta una prima ordinanza di demolizione a inizio luglio 2008 l’impianto fu così minato, ma l’autorità giudiziaria fermò l’iter il 23 luglio, il giorno in cui le cariche esplosive avrebbero dovuto essere brillate; il prefetto di Roma Carlo Mosca obiettò tuttavia che per motivi di sicurezza non era possibile lasciare un’area minata del genere (120 kg di tritolo) nel centro del quartiere e, dal momento che la sminatura avrebbe richiesto un mese, ottenne l’immediata demolizione dell’impianto, che avvenne già il giorno seguente all’ordinanza di sospensione, il 24 luglio.

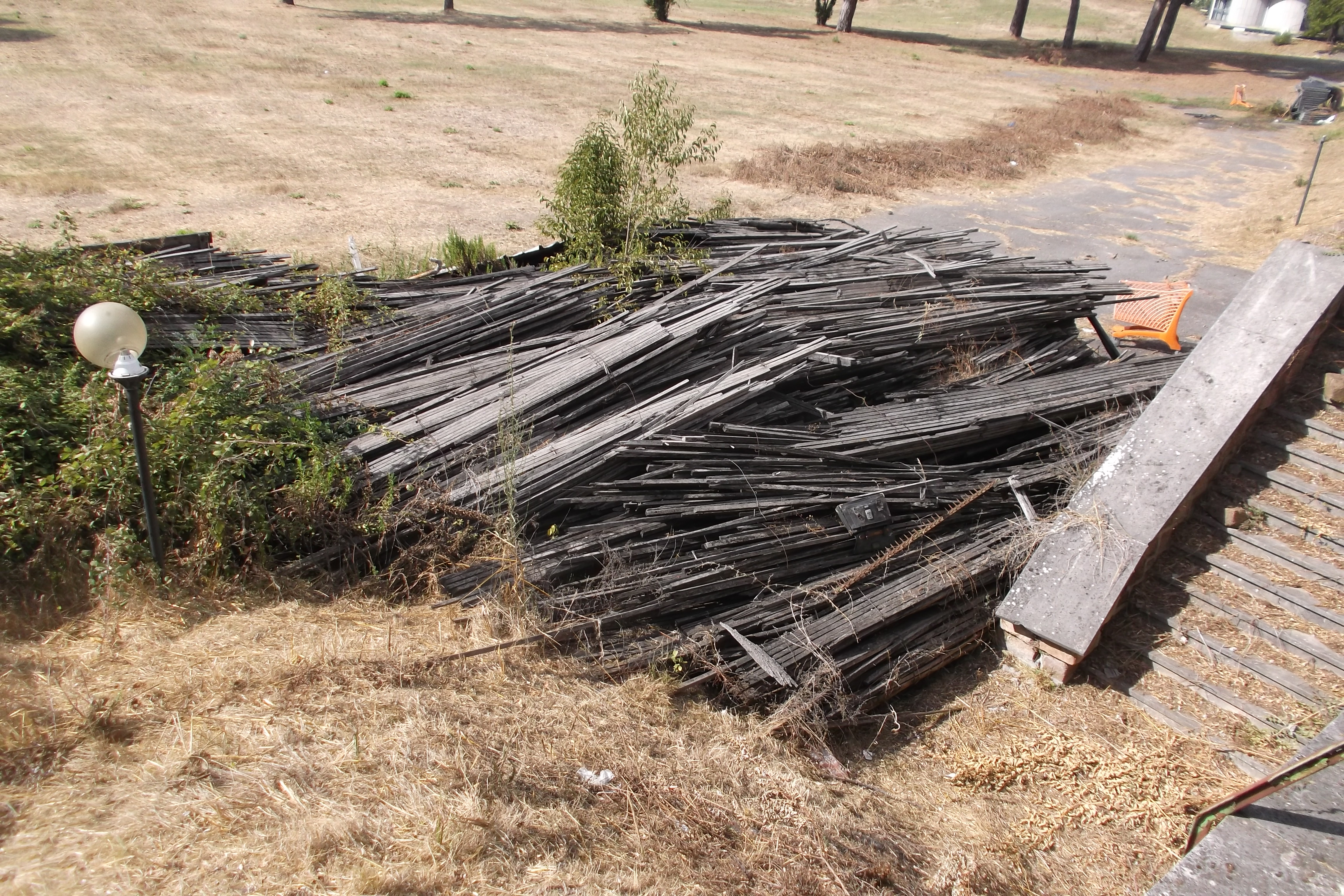
I residui del pregiato legno della pista sul luogo a 8 anni dalla demolizione, estate 2016

Nonostante la demolizione l’area rimase sotto sequestro giudiziario su denuncia del Comitato di Quartiere; fu permessa solo l’attività di smaltimento delle macerie e, a seguito di ciò, sorsero nuove e più violente polemiche: nel febbraio 2009, infatti, la ditta preposta all’attività di rimozione dei ruderi della demolizione annunciò di aver trovato parti di amianto libero che, peraltro, durante l’esplosione di sei mesi prima, erano state rilasciate in aria.
Sull’argomento il consigliere regionale del PD Luisa Laurelli presentò un’interrogazione al consiglio regionale del Lazio il 18 febbraio successivo.
Interessato della controversia, il presidente del XII Municipio della Capitale chiese chiarimenti all’ASL di competenza, la quale dichiarò, il 25 febbraio successivo, che già dal 2005 era stato individuato e rimosso amianto dall’impianto, precisando inoltre che eventuali «materiali pericolosi» sarebbero stati ritrovati in un’area «diversa, ma vicina» a quella dove avvenne l’esplosione, ma che comunque non costituivano un elemento di rischio.
L’EUR Spa, nel frattempo, aveva annunciato l’ultimazione entro il 2014 del progetto denominato “Città dell'acqua”; il nucleo centrale di tale progetto avrebbe dovuto essere l’Aquadrome, parco acquatico ad alta tecnologia; i responsabili del progetto sostennero che l’aspetto complessivo del nuovo impianto non avrebbe differito sostanzialmente da quello preesistente.
Tuttavia i lavori non videro mai la luce, laddove altresì la procura della Repubblica di Roma aprì un procedimento giudiziario per disastro colposo nei confronti di un dirigente dell’EUR Spa responsabile nel 2008 delle attività di demolizione dell’impianto; nel luglio 2012 giunse il rinvio a giudizio del dirigente in quanto imputato di non avere effettuato i necessari controlli e preso le dovute cautele per evitare lo spargimento della polvere d’amianto.
Infine, a seguito di un’inchiesta giudiziaria che portò ad arresti e indagini nei confronti dei vertici di Eur Spa e delle perdite di bilancio della società di gestione del futuro impianto, il progetto della Città dell’Acqua fu di fatto definitivamente accantonato a fine 2014.
Nel 2017 la nuova governance di EUR Spa presentò un piano di riqualificazione che prende esplicitamente le distanze dal precedente progetto di parco acquatico e propone la realizzazione di edifici a cubatura limitata a destinazione edilizia civile mista (90% residenziale, 10% sociale) intorno al perimetro del vecchio velodromo, mentre invece sullo spazio un tempo occupato dal prato di gioco e le tribune non sono previsti interventi edilizi; il piano è in attesa di approvazione.